# Tughall
Tughall är en ort i civil parish Beadnell, i grevskapet Northumberland i England. Orten är belägen 14 km från Alnwick. Tughall var en civil parish 1866–1955 när det uppgick i Beadnell. Civil parish hade 49 invånare år 1951.